# Eclissi solare del 21 luglio 1906
L'Eclissi solare del 21 luglio 1906 è stato un evento astronomico che ha avuto luogo il suddetto giorno attorno alle ore 13.14 UTC. Tale evento ha avuto luogo a sud est del continente sudamericano e all'estremità settentrionale della penisola antartica. L'eclissi del 21 luglio 1906 è stata la seconda eclissi solare nel 1906 e la tredicesima nel XX secolo. La precedente eclissi solare si è verificata il 23 febbraio 1906, la seguente il 20 agosto 1906
Il giorno della luna nuova (novilunio), la differenza tra le distanze apparenti di luna e sole osservate sulla terra è estremamente piccola. In tale momento, se la luna si trova in prossimità del nodo lunare, cioè uno dei due punti in cui la sua orbita interseca l'eclittica, si verifica un'eclissi solare. Quando vi è assenza di ombra e la penombra raggiunge parte dell'estremità settentrionale o meridionale della terra, si verifica un'eclissi solare parziale,  che si verifica quindi presso le regioni polari della Terra.

## Percorso e visibilità
Questa eclissi solare parziale poteva essere vista a sud-est della Patagonia, alle Isole Falkland, in Georgia del Sud e alle isole Sandwich del Sud, oltre all' estremità settentrionale della penisola antartica.

## Eclissi correlate

### Eclissi solari 1906 - 1909
Questa eclissi è un membro di una serie semestrale. Un'eclissi in una serie semestrale di eclissi solari si ripete approssimativamente ogni 177 giorni e 4 ore (un semestre) in nodi alternati dell'orbita della Luna.